# 張瑭

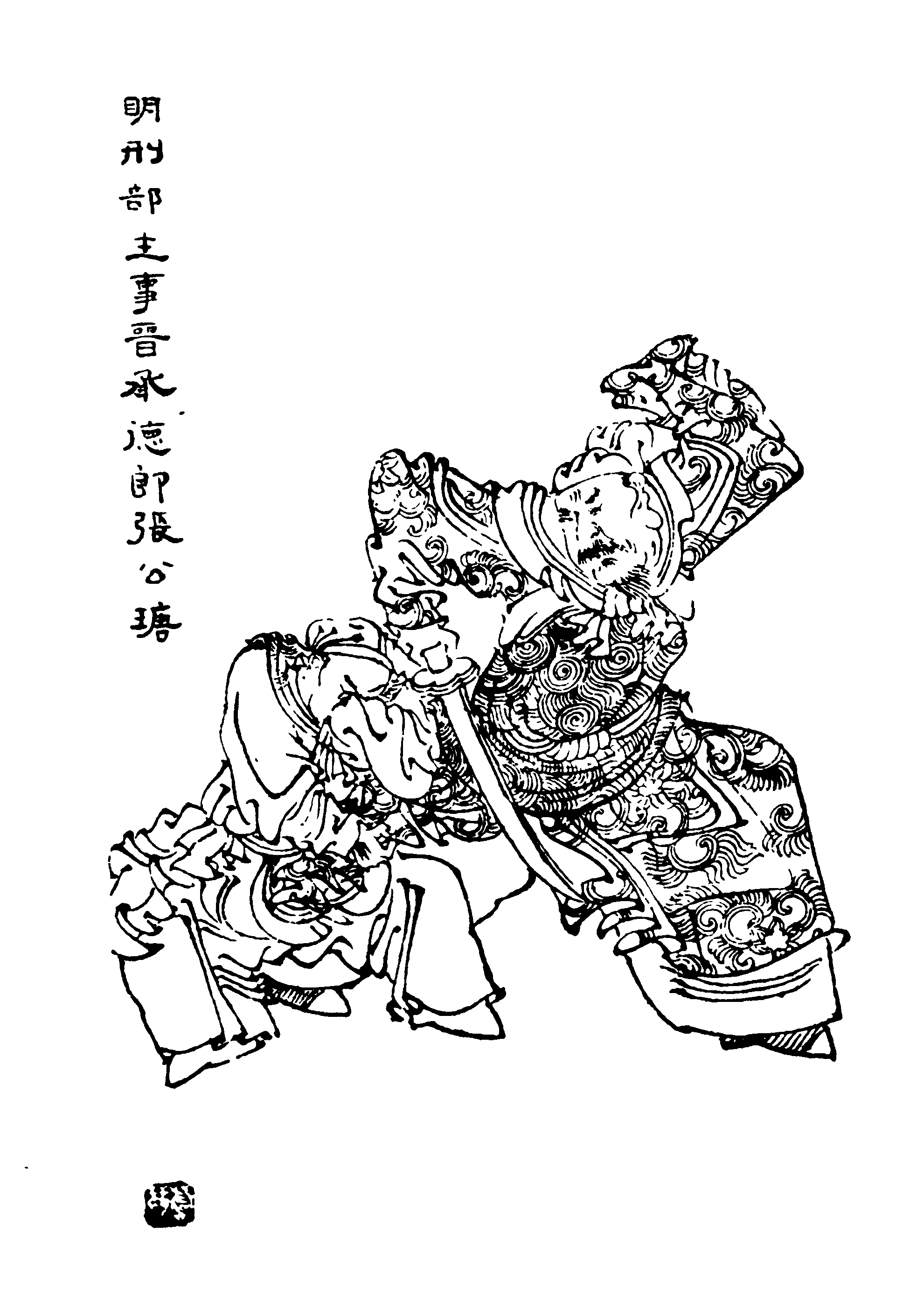
明刑部主事晉承德郎張公瑭（清代畫家虞琴所繪，出自《四明人鑑》）

張瑭（1416年—1449年），字廷玉，浙江寧波府慈溪縣人，民籍。明朝政治人物。進士出身。

## 生平
正統三年（1438年）戊午科浙江鄉試第七名。正統四年（1439年）聯捷己未科會試第三十三名，殿試登進士第二甲第二十名，授南京刑部主事。正統十三年，跟從明英宗北征，土木之變中殉難。

## 家族
曾祖張履和。祖父張宗純。父張澄。

## 延伸閱讀
[在维基数据编辑]
 《四明人鑑·明刑部主事晉承德郎張公瑭》，出自《四明人鑑》